# 川西村 (新潟県)
川西村（かわにしむら）は、かつて新潟県古志郡にあった村。

## 沿革
- 1889年（明治22年）4月1日 - 町村制施行に伴い古志郡藤沢村、荻野村、下柳村、宮関村、鼠島村、蓮潟村、寺島村、田屋村、三ツ郷屋村、槇山村所右衛門五兵衛組（一部）、小沢村が合併し、川西村が発足。
- 1906年（明治39年）4月1日 - 古志郡四箇村と合併し、上川西村となり消滅。